# Comuna de Dygowo
Dygowo (polaco: Gmina Dygowo) é uma gminy (comuna) na Polónia, na voivodia de Pomerânia Ocidental e no condado de Kołobrzeski.
De acordo com os censos de 2005, a comuna tem 5586 habitantes, com uma densidade 43,5 hab/km².

## Área
Estende-se por uma área de 128,57 km².